# Flagstaff Mall
Pour les articles homonymes, voir Flagstaff.
Le Flagstaff Mall est un centre commercial américain situé à Flagstaff, dans l'Arizona. Il a ouvert en 1979.